# Sioux Falls
Sioux Falls é a cidade mais populosa do estado americano da Dakota do Sul. É sede do Condado de Minnehaha e se estende até o Condado de Lincoln.
Com mais de 192 mil habitantes, de acordo com o censo nacional de 2020, é a 131ª cidade mais populosa do país. Quase 22% da população total da Dakota do Sul vive em Sioux Falls.

## Geografia
De acordo com o Departamento do Censo dos Estados Unidos, a cidade tem uma área de 206,2 km², dos quais 204,8 km² estão cobertos por terra e 1,4 km² (0,7%) por água.

### Localidades na vizinhança
O diagrama seguinte representa as localidades num raio de 20 km ao redor de Sioux Falls.

## Demografia
Desde 1900, o crescimento populacional médio, a cada dez anos, é de 28,6%.

### Censo 2020
De acordo com o censo nacional de 2020, a sua população é de 192 517 habitantes e sua densidade populacional é de 939,9 hab/km². Seu crescimento populacional na última década foi de 25,1%, bem acima do crescimento estadual de 8,9%. É a cidade mais populosa do estado e a 131ª mais populosa do país.
Possui 83 504 residências que resulta em uma densidade de 407,7 residências/km² e um aumento de 26,0% em relação ao censo anterior. Deste total, 6,1% das unidades habitacionais estão desocupadas. A média de ocupação é de 2,5 pessoas por residência.

### Censo 2000
Segundo o censo norte-americano de 2000, a sua população era de 123 975 habitantes.
Em 2006, foi estimada uma população de 142 396, um aumento de 18421 (14.9%).
Segundo o censo americano de 2000, Sioux Falls possui 123 975 habitantes, 49 731 residências ocupadas e 30 783 famílias. A densidade populacional da cidade é de 849,9 hab/km². A cidade possui no total 51 680 residências, que resultam em uma densidade de 354,3 residências/km². 91,9% da população da cidade são brancos, 2,12% são nativos americanos, 1,8% são afro-americanos, 1,19% são asiáticos, 0,05% são nativos polinésios, 1,23% são de outras raças e 1,71% são descendentes de duas ou mais raças. 2,49% da população da cidade são hispânicos de qualquer raça.
Existem na cidade 49 731 residências ocupadas, dos quais 32,1% abrigam pessoas com menos de 18 anos de idade, 48,4% abrigam um casal, 10% são famílias com uma mulher sem marido presente como chefe de família, e 38,1% não são famílias. 29,8% de todas as residências ocupadas são habitadas por apenas uma pessoa, e 8,9% das residências ocupadas na cidade são habitadas por uma única pessoa com 65 anos ou mais de idade. Em média, cada residência ocupada possui 2,4 pessoas e cada família é composta por 3 membros.
25,2% da população da cidade possui menos de 18 anos de idade, 11,8% possuem entre 18 e 24 anos de idade, 32,4% possuem entre 25 e 44 anos de idade, 19,6% possuem entre 45 e 64 anos de idade, e 11,1% possuem 65 anos de idade ou mais. A idade média da população da cidade é de 33 anos. Para cada 100 pessoas do sexo feminino existem 97,2 pessoas do sexo masculino. Para cada 100 pessoas do sexo feminino com 18 anos ou mais de idade existem 94,4 pessoas do sexo masculino.
A renda anual média de uma residência ocupada na cidade é de 41 221 dólares. A renda média anual da população da cidade é de 51 516 dólares. Pessoas do sexo masculino possuem uma renda anual média de 32 216 dólares, e pessoas do sexo feminino, uma renda anual média de 24 861 dólares. A renda per capita da cidade é de 28 374 dólares. 8,4% da população e 5,6% das famílias da cidade vivem abaixo da linha de pobreza. 10,3% das pessoas com 17 anos ou menos de idade e 7,4% das pessoas com 65 anos ou mais de idade vivem embaixo da linha de pobreza.